# Center for Organizational Research and Education
Das Center for Organizational Research and Education (CORE) ist eine 1995 unter dem Namen Guest Choice Network gegründete und von 2001 bis 2014 Center for Consumer Freedom (CCF) benannte amerikanische Non-Profit-Organisation mit Sitz in Washington, D.C. Unter dem Dach von CORE werden zahlreiche Projekte betrieben, die nach eigenen Angaben über „Aktivistengruppen“ in Umweltschutz, Verbraucherschutz und Wissenschaft „recherchieren und aufklären“ wollen. Forscher haben das Zentrum wiederholt als Frontorganisation für Interessen u. a. der Lebensmittelindustrie oder fossiler Energieunternehmen bezeichnet.
Die Organisation kritisiert in ihren Projekten unter anderem die Arbeit von Gesundheitsbehörden, der Tierschutzorganisation PETA, von Humane Society of the United States, Mothers Against Drunk Driving, der amerikanischen Umweltbehörde EPA oder von Divestment-Organisationen. Das Center for Consumer Freedom existiert weiter als eines dieser Projekte.

## Entwicklung, Mitglieder und Finanzierung
CORE ist als amerikanische Non-Profit-Organisation nicht zur Auskunft über ihre Mitglieder und Geldgeber verpflichtet und nutzt dies, nach eigenen Angaben, um die Herkunft von Spendengeldern zu verbergen. Durch Mitteilungen an die Finanzbehörden sowie Veröffentlichungen von Geldgebern sind einige Mitgliedsunternehmen wie Philip Morris und Coca-Cola bekannt geworden.
Die Gründung der vormals als Guest Choice Network bekannten Organisation ging von dem Tabakunternehmen Philip Morris International aus, die ein Anfangskapital von 600.000 US-Dollar zur Verfügung stellte, das im darauf folgenden Jahr um weitere 300.000 Dollar erhöht wurde. Nach einer internen Mitteilung des Unternehmens Philip Morris im Jahr 1996 war das Unternehmen zu jenem Zeitpunkt der einzige Geldgeber. Betrieben wird das Center for Consumer Freedom von dem PR-Unternehmen Berman & Company. Die erste Kampagne richtete sich 1995 gegen Rauchverbote in Restaurants.
Im Dezember 1996 gehörte auch die Firmen Alliance Gaming (Geldspielautomaten), Anheuser-Busch (Bier), Bruss Company (Fleischprodukte), Cargill Processed Meat Products, Davidoff (Zigarren), Harrah's (Casinos), Overhill Farms (Tiefkühlprodukte), Philip Morris und Standard Meat Company (Fleischprodukte) zu den Unterstützern der Organisation. Die leitenden Gremien der Organisation bestanden bzw. bestehen aus Repräsentanten vieler Unternehmen und Vertretern des Nahrungsmittelgewerbes, sowie Carl Vogt als Vertreter der Rechtsanwaltskanzlei Fulbright & Jaworski, James Spector von Philip Morris und John Doyle vom American Beverage Institute.
Im Jahr 2001 benannte sich die Organisation in Center for Consumer Freedom um und nahm – neben dem Thema Tabakkonsum – die Themen Ernährung und Getränke als Schwerpunkte ihrer Aktivitäten auf. Das Wortkonstrukt Consumer Freedom soll das Recht der Verbraucher bezeichnen, „selbst zu entscheiden, wie sie leben, was sie essen und trinken, wie sie ihre Finanzen regeln und wie sie sich amüsieren“.
In den Folgejahren gewann die Organisation weitere Geldgeber, war aber im Wesentlichen noch auf die finanzielle Unterstützung der großen Unternehmen angewiesen. Steuermitteilungen der Jahre 2002 bis 2005 können im Internet eingesehen werden. In der letzten verfügbaren Veröffentlichung für das Jahr 2005 werden Einnahmen von 3,7 Millionen USD und Ausgaben von 3,8 Millionen USD ausgewiesen (steuerbefreite Organisationen müssen gewisse finanzielle Grunddaten angeben).
Für das Jahr 2005 gab die Organisation mehr als 1.000 Einzelpersonen als Mitglieder an und hatte – laut ihrem Direktor Richard Berman – 100 Mitgliedsunternehmen. Zu den Unternehmen, die ihre Unterstützung für CCF bestätigt haben, gehören Coca-Cola, Wendy’s, Tyson Foods und Pilgrim's Pride. Neben den aufgeführten Unternehmen gehören laut veröffentlichten Dokumenten unter anderem Outback Steakhouse und Cargill zu den weiteren Finanzierern. Pepsi und Kraft Foods haben sich von den Methoden des CCF distanziert und gehören nach eigenen Angaben nicht zu den Mitwirkenden.
Im Jahr 2014 wurde die Organisation in Center for Organizational Research and Education umbenannt, die Kampagne Center for Consumer Freedom betrieb sie als eines ihrer Projekte weiter. Sie griff als weiteren Schwerpunkt das Thema Umwelt auf und gründete ein Projekt namens Environmental Policy Alliance.
Im Jahr 2016 war Richard Berman, der Präsident der PR-Firma Berman & Company, vorsitzender Direktor von CORE. Laut Media Matters for America ist Berman noch Direktor zahlreicher weiterer Organisationen, die er im Kundenauftrag einrichtet und die wiederum, Schicht auf Schicht, das Dach von jeweils mehreren Frontgruppen und Kampagnen bilden. Dazu gehören das Employment Policies Institute (EPI), das American Beverage Institute (ABI), Center for Union Facts (CUF) und Enterprise	Freedom	Action Committee.

## Aktivitäten

### Strategien
Ein großer Teil der Ausgaben von CORE erfolgt für größere Werbekampagnen (Ausgaben 2005 insgesamt 2,2 Millionen USD) wie etwa Plakaten auf zentralen Plätzen und Werbeanzeigen in großen Medien wie der New York Times. Rund 850.000 USD wurden nach den Angaben 2005 für den Betrieb der Websites ausgegeben.
In einem Vortrag vor Unternehmen der fossilen Brennstoffindustrie, dessen Inhalt der Presse zugespielt wurde, führte der Direktor von CORE, Richard Berman, die bevorzugte Strategie für seine Öffentlichkeitsarbeit aus. Sie bestehe darin, die moralische Autorität der Gegner zu zertrümmern und soziale und ökologische Bewegungen als nicht glaubwürdig zu brandmarken. Zudem liefe sie darauf hinaus, Zweifel in der Öffentlichkeit über das richtige politische Vorgehen zu säen. Dadurch würde man in den Gedanken der Leute ein „Unentschieden“ erzeugen. „Ein Unentschieden genügt mir jederzeit, wenn ich den Status-Quo behaupten will.“
CORE bedient sich, laut einer Untersuchung über Umweltkommunikation, in der Verfolgung seiner Strategie unter anderem des Mimikry, also bewusster Ähnlichkeiten zum Gegner, um Verwirrung zu stiften und die Stimmen von Umweltaktivisten zu untergraben. So setzt CORE mit seiner Kampagne Environmental Policy Alliance, die das gleiche Kürzel wie die durch sie angegriffenen amerikanischen Umweltbehörde Environmental Protection Agency (EPA) hat, die PR-Technik des Greenscamming ein.
Stand 2016 betrieb CORE in vier Themenbereichen u. a. folgende Kampagnen:
- Umwelt: Environmental Policy Alliance, Big Green Radicals, EPA Facts, Green Decoys
- Verbraucher: Center for Consumer Freedom, Humane Watch, PETA Kills Animals
- Wissenschaft: Center for Accountability in Science
- Aktivismus: Activist Facts

### Center for Consumer Freedom
Ein wesentlicher Teil der Veröffentlichungen des CCF behandelt Themen rund um Nahrungsmittel; so wird etwa die Auffassung vertreten, dass viele Lebensmittel großer Nahrungshersteller sehr gesund seien und dass auch bei der Verwendung von Pestiziden keine Gesundheitsgefahr bestehe. Adipositas ist laut der Organisation kein wirkliches Problem in den USA. Die Aktivitäten einiger Organisationen, das zunehmende Übergewicht in der Gesellschaft und das damit verbundene Gesundheitsrisiko durch bessere Ernährung zu senken, seien unpatriotisch und gegen die Freiheit gerichtet.
Ein weiterer Teil der Aktivitäten konzentriert sich auf die Kritik an Verbraucherschutzorganisationen und Gesundheitsbehörden (z. B. eine Kampagne gegen die Centers for Disease Control and Prevention), die nach Darstellung des CCF Gesundheitsgefahren zu sehr regulieren und mit gesetzlichen Höchstwerten von gesundheitsgefährdenden Stoffen die Freiheit verletzen würden. Richard Berman, der Leiter der hinter dem CCF stehenden PR-Agentur Berman and Company, machte darauf aufmerksam, dass Verbraucherschützer das Konsumentenverhalten in Bezug auf z. B. Fett, Zucker und Tabak beeinflussen. Daher sei es wichtig, die Glaubwürdigkeit entsprechender Organisation zu diskreditieren.
Daneben wirkt CCF auch gegen Tierrechtsorganisationen, insbesondere gegen PETA. Laut der vom CCF betriebenen Website „PETA kills Animals“ würde PETA unnötigerweise Tiere in ihrer Obhut einschläfern. Die Tierrechtsorganisation selbst bezeichnet diesen Vorwurf als gezielte Falschdarstellung.

### Environmental Policy Alliance
Das Projekt Environmental Policy Alliance betreibt eine Reihe von Kampagnenwebseiten, wie biggreenradicals.com oder epafacts.com, „um die Öffentlichkeit über Umweltaktivisten aufzuklären“. Das Projekt gab 2014 gut 1 Mio. USD aus, mehr als die Hälfte davon für Inserate, es griff klima"skeptische" Positionen auf und attackierte im Jahr 2015, unter anderem mit einem Film namens Breaking Up (2015), die stark an Einfluss gewinnende Divestment-Bewegung, um ihre moralische Glaubwürdigkeit zu untergraben.